# Калантаев
Калантаев (укр. Калантаїв) — село в Великоандрусовской сельской общине Александрийского района Кировоградской области Украины.
До 2020 года входило в Светловодский район
Население по переписи 2001 года составляло 511 человек. Почтовый индекс — 27521. Телефонный код — 5236. Код КОАТУУ — 3525280503.
В селе родился Герой Советского Союза Алексей Панченко.